# .50 액션 익스프레스

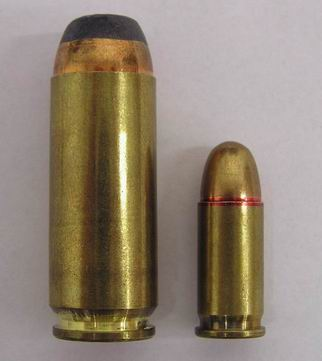
.50 액션 익스프레스(왼쪽) 탄환이 .32 ACP 탄약(오른쪽) 옆에 있다

.50 액션 익스프레스(.50 Action Express, AE, 12.7×33mmRB)는 대형 구경 권총 중앙림 발사 탄약으로, 데저트 이글에 사용되는 것으로 가장 잘 알려져 있다. 1988년 미국의 액션 암즈의 에반 와일딘이 개발한 .50 AE는 생산 중인 권총 탄약 중 가장 강력한 탄약 중 하나이다.

## 개요
실제 탄약은 리베이트 림이 있는 .543-인치 직경 (13.8 mm) 베이스를 가지고 있다. .50 AE의 림 직경은 .44 레밍턴 매그넘 탄약과 동일하다. .50 AE 구경의 Mark XIX 데저트 이글은 총신과 탄창만 교체하면 .44 구경으로 변환할 수 있다.
미국에 .50 AE가 도입된 것은 험난한 시작을 맞았다. 연방 총기 법령은 비스포츠 총기가 Title I 규정을 충족하기 위해 구경(강선에서 강선까지 측정)이 0.500인치를 초과할 수 없다고 명시하고 있다. 원래 .50 AE의 구경은 0.500인치였고, 재래식 강선이 있었지만, 생산형 데저트 이글에 다각형 강선을 적용하면서 게이지 플러그가 빠져나와 주류·담배·화기 및 폭발물 단속국(BATFE) 규정에 따라 총기가 파괴 장치로 분류되었다. 실제 총알 직경은 원래의 0.510 인치 (13.0 mm)보다 현재의 0.500 인치 (12.7 mm)로 줄었다. – 이로 인해 탄약이 눈에 띄게 가늘어졌다.
데저트 이글 권총의 .50 AE 반동은 상당하지만, 자동 메커니즘과 총의 무게가 반동을 다소 부드럽게 하여 .44 매그넘보다 약간 더 강한 정도이다. .50 AE를 사용하는 다른 총기류로는 AMT 오토매그 V, LAR 그리즐리 윈 매그, 매그넘 리서치 BFR, 그리고 프리덤 암스 모델 555가 있다.

## 성능
SAAMI는 .50 AE의 최대 약실 압력을 36,000 파운드 매 제곱인치 (250 MPa)로 지정한다. 사용 가능한 공장 탄약은 약 1,800 ft·lbf (2,400 J)의 총구 에너지를 낼 수 있다.

## 사용
이러한 큰 구경의 다른 권총 탄약과 마찬가지로 .50 AE의 주요 용도는 메탈릭 실루엣 사격과 중형/대형 사냥이다. .44 매그넘, .454 카술, .460 S&W 매그넘, .500 S&W 매그넘과 마찬가지로 곰과 같은 대형 포식자로부터 자신을 방어하는 데도 적합하다. TII 아머리 400그레인 및 460그레인 탄약과 같은 더 무거운 탄약으로는 .50 AE가 .480 루거의 성능과 거의 일치하며 .500 라인바우의 탄도에 근접한다.

## 모체 탄약으로서의 .50 AE
.50 AE는 코어-본의 .440 코어-본(1998)과 매그넘 리서치(카르 파이어암즈 그룹의 한 부문)의 .429 DE(2018)의 모체 탄약이다. 비슷하지만 서로 호환되지 않는다. .50 AE 탄약용 데저트 이글 탄창은 파생 탄약을 장전할 수 있지만, 해당 탄약과 구경에 맞는 총신과 함께 사용해야 한다.

## 사진

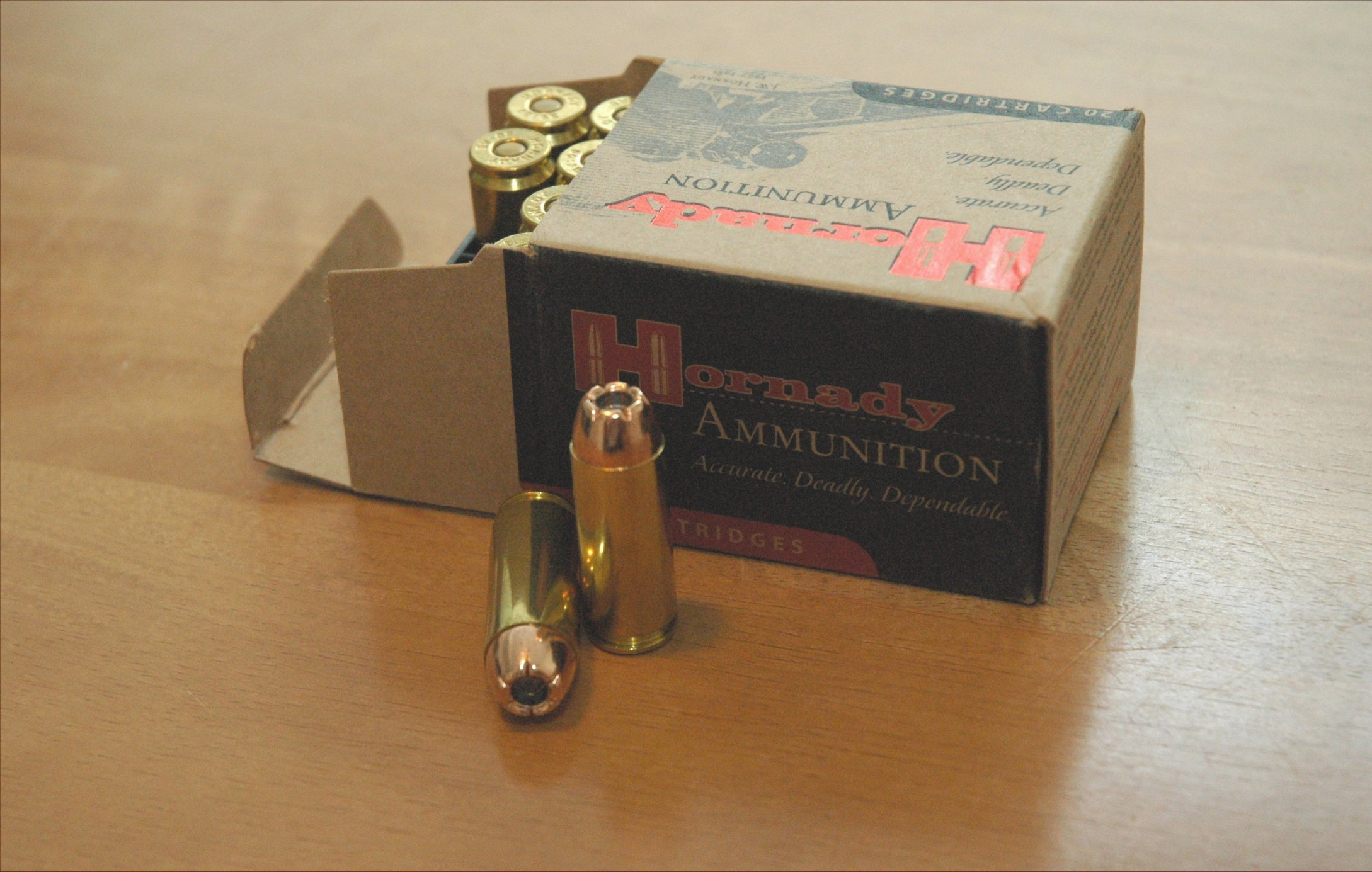
호너디 .50 AE 300그레인 재킷티드 할로우 포인트 탄약 상자
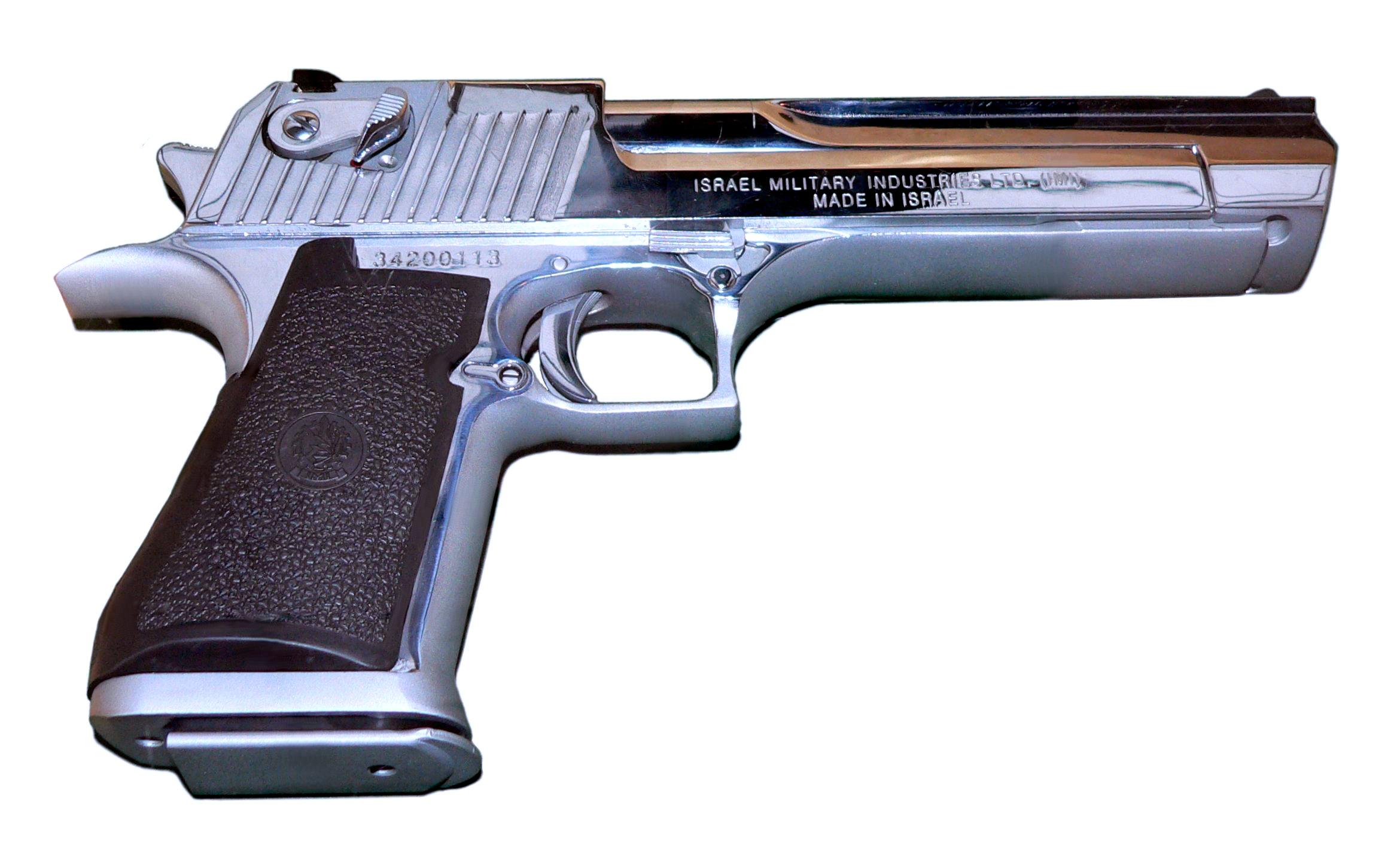
데저트 이글 마크 XIX (마크 19) .50 AE
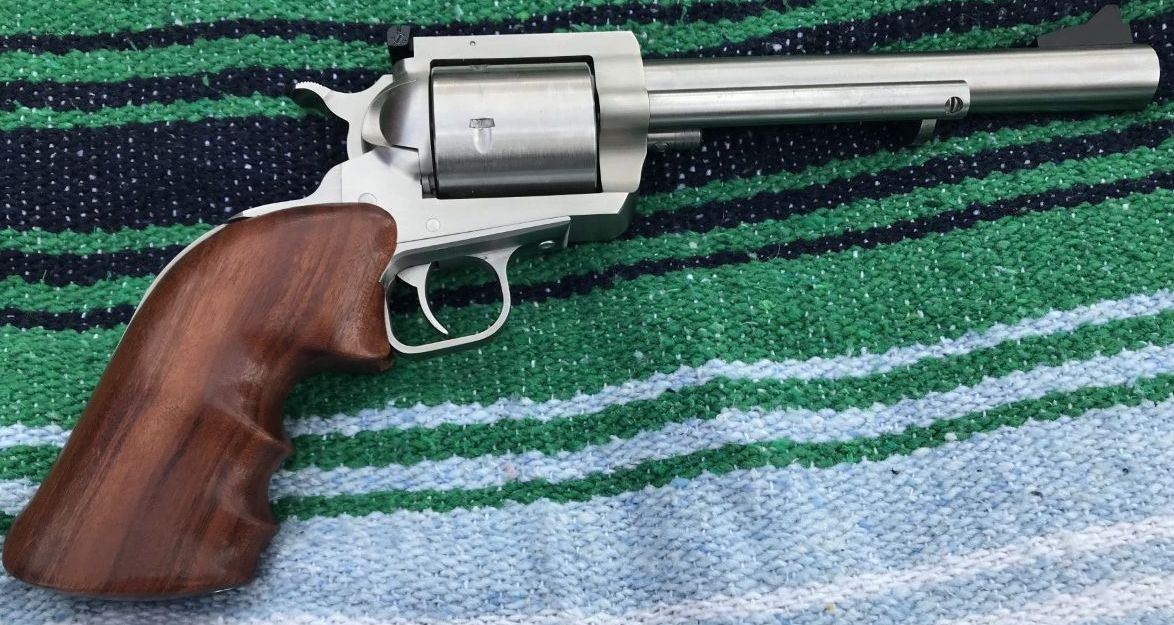
매그넘 리서치 BFR .50 AE
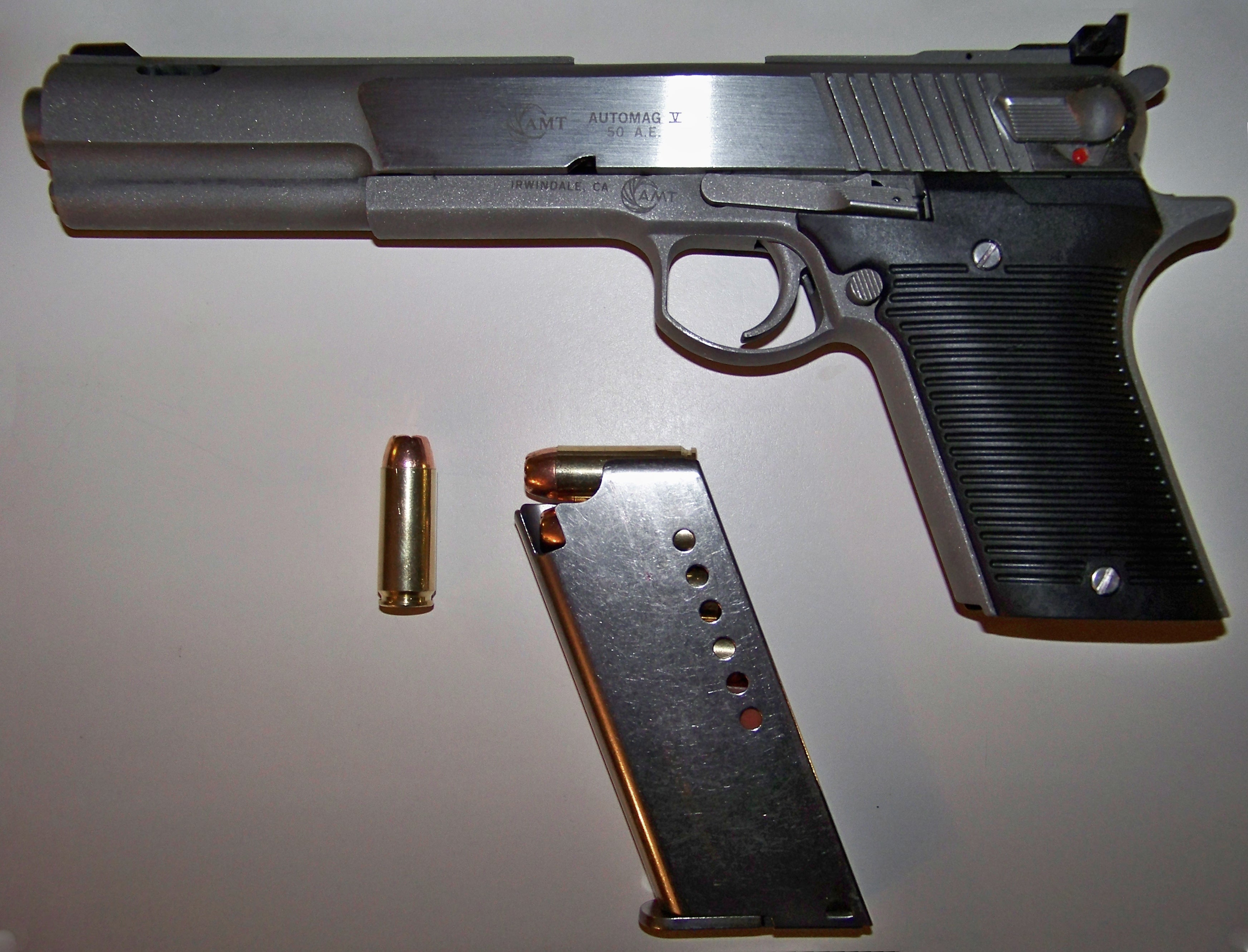
AMT 오토매그 V .50 AE

## 같이 보기
- 권총 및 소총 탄약 목록